# Савицкий, Михаил Александрович
Михаил Александрович Савицкий (8 ноябрь 1838 — 18 ноября 1908) — генерал-лейтенант, военный топограф, член РАО, действительный член РГО.
В 1870 г. окончил геодезическое отделение Академии Генерального штаба. Выполнял триангуляционные и топографические работы во многих губерниях Российской империи. Определил с помощью телеграфа разности долгот: Пулково — Москва (1872), Пулково — Вена; Вена — Варшава; Варшава — Пулково (1875). Участвовал в русско-турецкой войне 1877—1878 гг. В 1878—1884 гг. работал помощником начальника геодезического отделения Военно-топографического отдела Главного штаба. В 1880-х годах являлся начальником топографических съёмок Бессарабской и Гродненской губерний.

#### Марка Савицкого
Руководил созданием высотной основы Санкт-Петербурга 1872—1874 гг. Знаки первой постоянной высотной основы в Санкт-Петербурге носят название «Марка Савицкого». Сейчас это объекты технической истории города, старейшие нивелирные знаки России.